# 21326 Nitta-machi
21326 Nitta-machi este un asteroid din centura principală de asteroizi.

## Descriere
21326 Nitta-machi este un asteroid din centura principală de asteroizi. A fost descoperit pe 8 ianuarie 1997 la Ōizumi de Takao Kobayashi. Asteroidul prezintă o orbită caracterizată de o semiaxă mare de 2,58 ua, o excentricitate de 0,10 și o înclinație de 4,4° în raport cu ecliptica.